# Ill Considered
Ill Considered ist eine britische Band, die Free Jazz und Freie Improvisation spielt.

## Geschichte
Ill Considered wurden 2017 von Idris Rahman und Emre Ramazanoglu gegründet. Zunächst spielte Leon Brichard Bass, der 2021 durch Liran Donin ersetzt wurde.
Die Band tritt meist als Trio (Saxophon, Schlagzeug, Bass) auf, teilweise zusätzlich mit Perkussion (Satin Singh) oder mit Gästen (darunter Steve Ashmore, Yahael Camara-Onono und Tamar Osborn). Der Großteil der Alben wurde bei Konzerten live aufgenommen, die weitgehend frei improvisiert sind. Das erste Studio-Album der Gruppe war 2021 Liminal Space (New Soil), das intensiv rezipiert wurde. Das zweite Studio-Album, Precipice, erschien 2024 bei New Soil.
Die Musik von Ill Considered verknüpfe „Einflüsse von Free Jazz bis Klezmer, Hard Bop bis Punk, Nordafrika bis Südasien“.

## Diskografie
- Ill Considered (2017; Ill Considered Music)
- Live at the Crypt (2017; Ill Considered Music)
- Ill Considered 2 (2017; Ill Considered Music)
- Ill Considered 3 (2018; Ill Considered Music)
- Live at Total Refreshment Centre (2018; Ill Considered Music)
- Live in Nantes (FR) (2018; Ill Considered Music)
- Live in Camden Town July 2018 (2018; Ill Considered Music)
- 5 (2018; Ill Considered Music)
- 6 (2018; Ill Considered Music)
- An Ill Considered Christmas (2018; Ill Considered Music)
- 8 (2019; Ill Considered Music)
- 9 – East/West (2020; Ill Considered Music)
- 10 – The Stroke (2021; Ill Considered Music)
- Liminal Space (2021; New Soil)
- Live at Mu Volume 1 (2022; Ill Considered Music)
- Live at Mu Volume 2 (2022; Ill Considered Music)
- Precipice (2024; New Soil)